# Davey Johnson
David Allen Johnson (né le 30 janvier 1943 à Orlando, Floride) est un joueur de deuxième but au baseball qui joue dans les Ligues majeures de 1965 à 1978 et au baseball professionnel au Japon en 1975 et 1976. 
Comme joueur, il remporte la Série mondiale avec les Orioles de Baltimore en 1966 et 1970. Il dirige les Mets de New York jusqu'à la victoire en Série mondiale 1986. Il est élu manager de l'année en 1997 à la tête des Orioles après avoir mené le club au titre de la division Est en Ligue américaine puis reçoit le même honneur dans la Ligue nationale en 2012 avec Washington. En 2007, il est manager de l'équipe des États-Unis qui gagne la Coupe du monde de baseball et dirige la sélection américaine gagnante d'une médaille de bronze aux Jeux olympiques d'été de 2008.

## Biographie

### Carrière de joueur

#### École secondaire et université
Diplômé de l'école secondaire Alamo Heights de San Antonio en 1960 et vedette des équipes de basket-ball et de baseball, Davey Johnson rejoint l'université Texas A&M en septembre 1960. Lors de la saison 1961-1962, il est nommé meilleur arrêt-court de la conférence Southwestern. Il est recruté par les Orioles de Baltimore et signe son premier contrat professionnel le 2 juin 1962.

#### Carrière professionnelle
De 1962 à 1964, il joue dans les équipes de ligues mineures de l'organisation des Orioles. Il est promu en Ligue majeure au début de la saison 1965, mais ne joue que 20 matchs avant de repartir en ligue mineure avec les Red Wings de Rochester. En 1966, il joue sa première saison complète en Ligue majeure comme joueur de deuxième but et remporte la Série mondiale avec les Orioles. Il finit troisième lors du vote de la recrue de l'année en Ligue américaine. En 1968, il connaît sa première sélection pour le match des étoiles dans l'équipe de la Ligue américaine (un retrait sur des prises pour son unique passage au bâton). En 1969, il est sélectionné pour le match des étoiles, mais ne joue pas. Après une saison avec 109 victoires, les Orioles remportent le titre de Ligue américaine face aux Twins du Minnesota. Favoris avant le début de Série mondiale, les Orioles chutent face aux Mets de New York, surnommés les Amazing Mets après ce succès inattendu. Johnson reçoit le Gant doré du meilleur joueur de deuxième but défensif en fin de saison, complétant le quadruplé de la défense de Baltimore avec Brooks Robinson (3e but), Mark Belanger (arrêt-court) et Paul Blair (champ extérieur).
En 1970, il est titulaire au deuxième but lors du match des étoiles et frappe un coup sûr en cinq présences au bâton. En séries éliminatoires, les Orioles remportent la Série mondiale face aux Reds de Cincinnati et Johnson reçoit un deuxième Gant doré au deuxième but. La saison suivante, il produit sa meilleure saison avec les Orioles avec ,282 de moyenne au bâton, 18 circuits et 72 points produits. Il finit 19e lors du vote du joueur par excellence de Ligue américaine et remporte un troisième gant doré. Sa saison 1972 est au contraire sa plus mauvaise avec Baltimore (,221 de moyenne au bâton, 5 circuits, 32 points produits). À la fin de la saison, il est transféré aux Braves d'Atlanta avec, notamment, Johnny Oates. Johnson établit plusieurs records personnels lors de la saison 1973 avec 99 points produits, 151 coups sûrs et 43 circuits, le record pour un joueur de deuxième but sur une saison (détenu précédemment par Rogers Hornsby depuis 1922). Après une saison moyenne en 1974, il est libéré par les Braves au début de la saison 1975, n'ayant joué qu'un match.
Le 20 avril, il rejoint le Japon et les Yomiuri Giants qui n'avaient jamais recruté de joueur étranger. Recruté par le manager Shigeo Nagashima qui venait de prendre sa retraite de joueur, il est aligné comme joueur de troisième but, poste occupé par Nagashima les saisons précédentes. Ses performances décevantes (,197 de moyenne au bâton, 13 circuits et 38 points produits) lui valent des critiques de la presse et des supporters, d'autant plus que les Giants terminent bon dernier de la Ligue centrale pour la première fois de leur histoire.
Au cours de la saison 1976, de retour au deuxième but, il se blesse au pouce et retourne se soigner aux États-Unis contre l'avis de son manager. À son retour, il frappe 18 circuits en deux mois, dont le circuit décisif pour l'attribution du titre. Il reçoit un Gant doré pour sa défense et est élu dans l'équipe-type de la Ligue centrale (Best Nine). Malgré ses performances, il refuse de signer un nouveau contrat, notamment en raison de désaccords avec Nagashima et Sadaharu Oh, le joueur le plus influent des Giants,.
Il revient en Ligue majeure avec les Phillies de Philadelphie pour la saison 1977, frappant avec une moyenne de ,321 en 78 matchs. En 1978, pour sa dernière saison au plus haut niveau, il débute avec les Phillies, puis termine avec les Cubs de Chicago après son transfert en milieu d'année le 6 août.
En 13 saisons et 1 435 matchs de Ligue majeure, Davey Johnson a frappé avec une moyenne de ,261 et réussit 136 circuits, produit 609 points et marqué 561 points en 1 435 matchs.

### Carrière de manager

#### Mets de New York

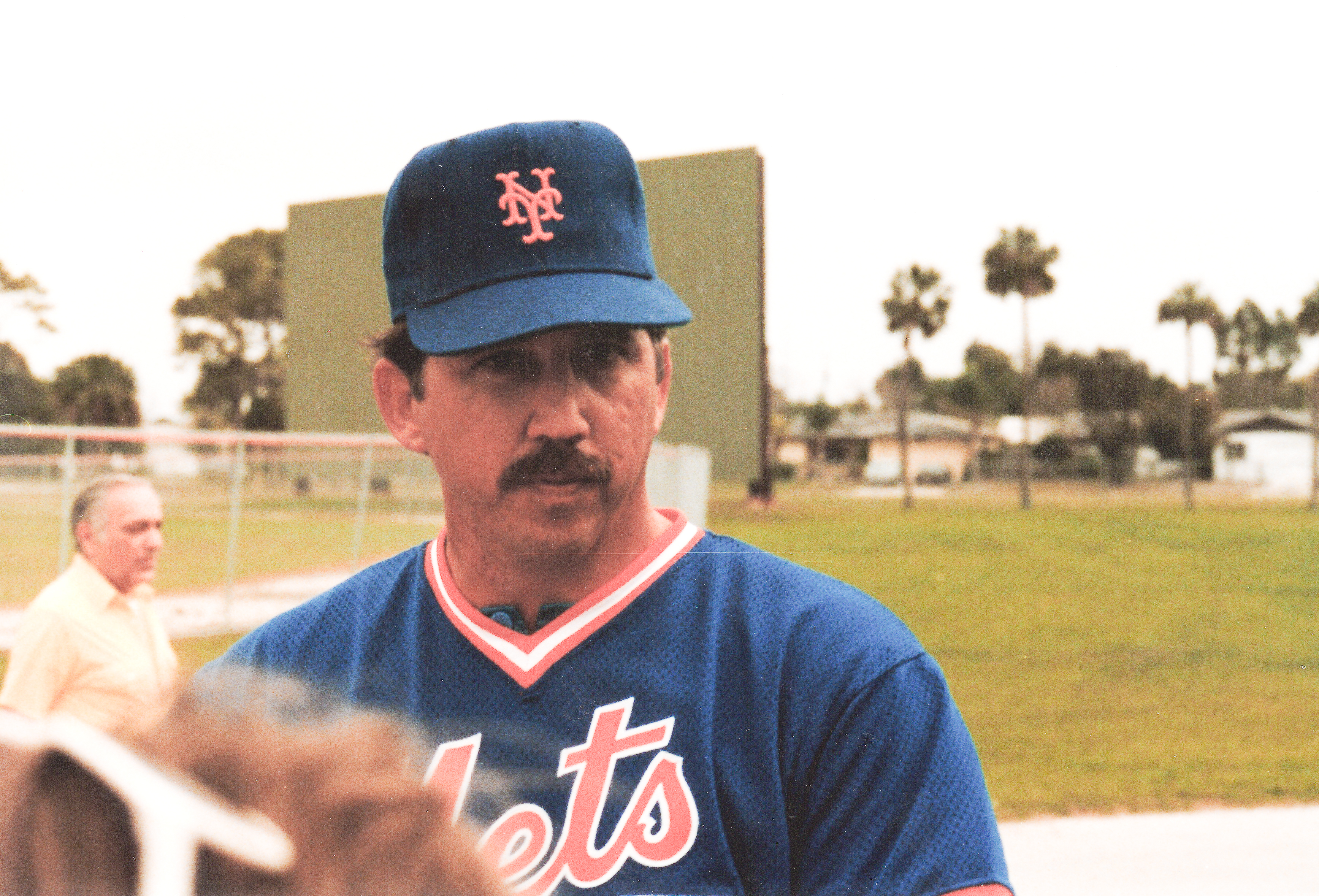
Davey Johnson en 1986 avec les Mets de New York.

Davey Johnson devient gérant des Mets de New York en 1984. Le club termine au second rang de la division Est de la Ligue nationale avec des saisons de 90 et 98 victoires, respectivement. 1985 est la meilleure saison des Mets depuis leur titre mondial remporté en 1969 après une campagne de 100 victoires.
En 1986, les Mets mènent les Ligues majeures avec un record de franchise (jamais battu) de 108 victoires contre 54 défaites. Après avoir éliminé les Astros de Houston en Série de championnat, les Mets gagnent la Série mondiale 1986 sur les Red Sox de Boston.
Avec un dossier victoires-défaites de 92-70 en 1987, les Mets terminent deuxième de la division Est et concèdent le championnat aux Cardinals de Saint-Louis. En 1988, avec 100 victoires et 60 défaites, ils remportent avec Johnson un autre titre de section, pour cependant s'avouer vaincu devant les Dodgers de Los Angeles en Série de championnat de la Ligue nationale. New York prend le deuxième rang de sa division avec une saison de 87-75 en 1989. Davey Johnson est congédié après 22 défaites des Mets en 42 parties en 1990 et remplacé par Bud Harrelson le 29 mai.
De 1984 à 1990, il dirige 1 012 matchs des Mets, un record qui tient jusqu'à ce qu'il soit battu en 2017 par Terry Collins. Johnson a mené l'équipe à 595 victoires contre 417 défaites pour un pourcentage de victoires remarquable de ,588. Il est le gérant qui compte le plus de victoires dans l'histoire de cette franchise.

#### Reds de Cincinnati
Johnson remplace Tony Perez comme gérant des Reds de Cincinnati le 25 mai 1993. Après une cinquième place dans la division Ouest cette saison-là, les Reds passent à la division Centrale nouvellement créée en 1994. Le club est en première place de cette division lorsque la grève des joueurs met un terme à la saison. En 1995, les Reds remportent le championnat de la section Centrale et accèdent aux séries éliminatoires. Ce sera leur dernière participation aux matchs d'après-saison jusqu'en 2010. Les Reds balaient les Dodgers de Los Angeles en 3 parties dans la Série de division de la Ligue nationale, mais perdent en 4 parties consécutives la Série de championnat face aux futurs champions du monde, les Braves d'Atlanta.
Johnson s'entend fort mal avec l'excentrique propriétaire des Reds, Marge Schott. Dès le début de la saison 1995, celle-ci annonce que Johnson ne sera pas de retour avec le club en 1996, peu importe ses résultats durant la dernière année de son contrat. Elle tient parole et Ray Knight, un ancien joueur de Johnson chez les Mets de 1986, prend les commandes des Reds la saison suivante.
Cincinnati remporte 204 matchs contre 172 défaites sous les ordres de Davey Johnson. Le pourcentage de victoires du club est de ,543 au cours de ces 377 parties.

#### Orioles de Baltimore
À sa première saison comme gérant des Orioles de Baltimore en 1996, le club accède aux séries éliminatoires comme meilleur deuxième avec une année de 88 victoires et 74 défaites. Ils surprennent les champions en titre de la Ligue américaine, les Indians de Cleveland, en les battant trois parties à une dans la Série de division de la Ligue américaine, mais ne remportent qu'un match de Série de championnat sur cinq et sont éliminés par les Yankees de New York, qui gagneront ensuite la Série mondiale.
Davey Johnson est élu gérant de l'année dans la Ligue américaine en 1997 après avoir mené les Orioles au championnat de leur division avec une fiche de 98 victoires et 64 défaites. Baltimore est la meilleure équipe de l'Américaine et gagne le championnat avec deux parties d'avance sur les Yankees. Après avoir vaincu Seattle trois matchs à un en Série de division, les Orioles voient les Indians savourer leur revanche en les éliminant quatre victoires à deux en Série de championnat.
Une dispute avec le propriétaire des Orioles Peter Angelos mène au départ de Davey Johnson qui, incidemment, remet sa démission le jour même où la ligue le nomme gérant de l'année.
Les Orioles ont gagné 186 parties de saison régulière contre 138 défaites avec Davey Johnson, pour un pourcentage de victoires de ,574.

#### Dodgers de Los Angeles
Johnson est engagé comme manager des Dodgers de Los Angeles en 1999. Le club prend la troisième place de la division Ouest de la Ligue nationale avec 77 victoires et 85 défaites. C'est pour Johnson la première saison complète avec plus de revers que de victoires, après 13 ans à diriger des équipes du baseball majeur.
Malgré une fiche de 86-76 en 2000 et une seconde place dans la division, Johnson est remercié et remplacé par Jim Tracy. Il quitte les Dodgers après 163 gains et 161 revers en 324 matchs, pour un pourcentage de victoires de ,503.

#### Équipe nationale des Pays-Bas

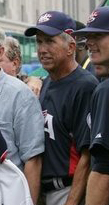
Johnson en 2008 avec l'équipe des États-Unis.

Johnson dirige brièvement l'équipe des Pays-Bas au Championnat d'Europe de baseball en 2003 alors qu'il remplace Robert Eenhoorn, un homme qu'il n'avait jamais rencontré, lorsque celui-ci doit s'absenter pour des raisons familiales. Johnson était alors à sa retraite, n'avait aucune intention de revenir au baseball et, qui plus est, n'avait jamais visité les Pays-Bas. Eerhorn devient diriger ses troupes pour le match final de la compétition, que les Néerlandais remportent. Devenu ami avec Eenhoorn, Johnson est son instructeur de banc au sein de la sélection néerlandaise aux Jeux olympiques d'été de 2004 à Athènes, en Grèce.

#### Équipe nationale des États-Unis
Davey Johnson est gérant ou instructeur de l'équipe des États-Unis de baseball de 2005 à 2009. Il dirige la sélection américaine qui prend la 7e place à la Coupe du monde de baseball 2005 de l'IBAF aux Pays-Bas. Deux ans plus tard, il mène ses troupes à la médaille d'or à la Coupe du monde de baseball 2007 à Taïwan.
En 2008, la dernière année où le baseball est sport olympique, Johnson dirige l'équipe des États-Unis qui remporte le bronze aux Jeux olympiques de Pékin.
Il est instructeur de banc de l'équipe américaine dirigée par Buck Martinez à la Classique mondiale de baseball 2006 et manager des États-Unis à la Classique mondiale de baseball 2009.

#### Nationals de Washington
Le 27 juin 2011, il succède à John McLaren comme manager des Nationals de Washington, quatre jours après la démission de Jim Riggleman. Les Nats remportent 40 victoires en 83 parties sous les ordres de Johnson et terminent 2011 à une seule victoire de leur première saison gagnante. Ce n'est que partie remise puisqu'en 2012, les Nationals compilent une fiche positive pour la première fois, et ce à leur 8e saison à Washington.
Les Nationals s'assurent d'une place en séries éliminatoires le 20 septembre 2012. C'est la première fois depuis l'arrivée de l'équipe dans la capitale américaine en 2005 qu'elle réussit la chose et la première fois qu'un club basé à Washington joue en éliminatoires depuis l'automne 1933. Johnson devient le deuxième gérant de l'histoire des majeures à mener quatre équipes différentes en éliminatoires après Billy Martin (Twins, Tigers, Yankees, A's). Il dirige durant la saison 2012 une jeune équipe menée par les lanceurs Stephen Strasburg et Jordan Zimmermann et est le premier gérant dans les majeures de la recrue Bryce Harper. Avec 98 victoires et un premier championnat de la division Est de la Ligue nationale, les Nationals de Johnson sont le meilleur club du baseball majeur en saison régulière 2012. Leur premier parcours en éliminatoires se termine toutefois abruptement par une défaite inattendue en cinq parties aux mains des Cardinals de Saint-Louis dans la Série de divisions.
Johnson est en 2012 pour la deuxième fois, et la première dans la Ligue nationale, élu gérant de l'année.
Une journée en hommage à Johnson est tenue au Nationals Park de Washington le 22 septembre 2013 alors que l'homme de baseball âgé de 70 ans s'apprête à prendre sa retraite de gérant la semaine suivante.

## Statistiques de joueur

### Ligue majeure de baseball
| Statistiques de frappeur |            |            |      |      |     |      |     |    |     |     |    |    |     |     |       |       |       |
| Saison                   | Équipe     | Ligue      | G    | AB   | R   | H    | 2B  | 3B | HR  | RBI | SB | CS | BB  | SO  | BA    | OBP   | SLG   |
| 1965                     | BAL        | MLB        | 20   | 47   | 5   | 8    | 3   | 0  | 0   | 1   | 3  | 0  | 5   | 6   | 0,170 | 0,245 | 0,234 |
| 1966                     | BAL        | MLB        | 131  | 501  | 47  | 129  | 20  | 3  | 7   | 56  | 3  | 4  | 31  | 64  | 0,257 | 0,298 | 0,351 |
| 1967                     | BAL        | MLB        | 148  | 510  | 62  | 126  | 30  | 3  | 10  | 64  | 4  | 5  | 59  | 82  | 0,247 | 0,325 | 0,376 |
| 1968                     | BAL        | MLB        | 145  | 504  | 50  | 122  | 24  | 4  | 9   | 56  | 7  | 3  | 44  | 80  | 0,242 | 0,308 | 0,359 |
| 1969                     | BAL        | MLB        | 142  | 511  | 52  | 143  | 34  | 1  | 7   | 57  | 3  | 4  | 57  | 52  | 0,280 | 0,351 | 0,391 |
| 1970                     | BAL        | MLB        | 149  | 530  | 68  | 149  | 27  | 1  | 10  | 53  | 2  | 1  | 66  | 68  | 0,281 | 0,360 | 0,392 |
| 1971                     | BAL        | MLB        | 142  | 510  | 67  | 144  | 26  | 1  | 18  | 72  | 3  | 1  | 51  | 55  | 0,282 | 0,351 | 0,443 |
| 1972                     | BAL        | MLB        | 118  | 376  | 31  | 83   | 22  | 3  | 5   | 32  | 1  | 1  | 52  | 68  | 0,221 | 0,320 | 0,335 |
| 1973                     | ATL        | MLB        | 157  | 559  | 84  | 151  | 25  | 0  | 43  | 99  | 5  | 3  | 81  | 93  | 0,270 | 0,370 | 0,546 |
| 1974                     | ATL        | MLB        | 136  | 454  | 56  | 114  | 18  | 0  | 15  | 62  | 1  | 2  | 75  | 59  | 0,251 | 0,358 | 0,390 |
| 1975                     | ATL        | MLB        | 1    | 1    | 0   | 1    | 1   | 0  | 0   | 1   | 0  | 0  | 0   | 0   | 1,000 | 1,000 | 2,000 |
| 1977                     | PHI        | MLB        | 78   | 156  | 23  | 50   | 9   | 1  | 8   | 36  | 1  | 1  | 23  | 20  | 0,321 | 0,408 | 0,545 |
| 1978                     | PHI        | MLB        | 44   | 89   | 14  | 17   | 2   | 0  | 2   | 14  | 0  | 0  | 10  | 19  | 0,191 | 0,284 | 0,281 |
| 1978                     | CHC        | MLB        | 24   | 49   | 5   | 15   | 1   | 1  | 2   | 6   | 0  | 0  | 5   | 9   | 0,306 | 0,393 | 0,490 |
| Totaux                   | 13 saisons | 13 saisons | 1435 | 4797 | 564 | 1252 | 242 | 18 | 136 | 609 | 33 | 25 | 559 | 675 | 0,261 | 0,340 | 0,404 |

### Championnat du Japon de baseball
| Statistiques de frappeur |           |           |     |     |    |     |    |    |    |     |    |    |    |     |       |       |       |
| Saison                   | Équipe    | Ligue     | G   | AB  | R  | H   | 2B | 3B | HR | RBI | SB | CS | BB | SO  | BA    | OBP   | SLG   |
| 1975                     | YOM       | NPB       | 91  | 289 | 29 | 57  | 7  | 0  | 13 | 38  | 1  | 0  | 21 | 71  | 0,197 | 0,275 | 0,356 |
| 1976                     | YOM       | NPB       | 108 | 371 | 48 | 102 | 16 | 2  | 26 | 74  | 1  | 1  | 46 | 62  | 0,275 | 0,365 | 0,539 |
| Totaux                   | 2 saisons | 2 saisons | 199 | 660 | 77 | 159 | 23 | 2  | 39 | 112 | 2  | 1  | 67 | 133 | 0,241 | 0,326 | 0,459 |

## Bilan de manager
| Équipe | Année  | Saison régulière | Saison régulière | Saison régulière | Saison régulière |  | Séries éliminatoires | Séries éliminatoires | Séries éliminatoires | Séries éliminatoires           |
| Équipe | Année  | Vic.             | Déf.             | % Vic.           | Place            |  | Vic.                 | Déf.                 | % Vic.               | Résultats                      |
| NYM    | 1984   | 90               | 72               | 0,555            | 2e NL Est        |  | -                    | -                    | -                    |                                |
| NYM    | 1985   | 98               | 64               | 0,604            | 2e NL Est        |  | -                    | -                    | -                    |                                |
| NYM    | 1986   | 108              | 54               | 0,666            | 1er NL Est       |  | 8                    | 5                    | 0,615                | Vainqueur de la Série mondiale |
| NYM    | 1987   | 92               | 70               | 0,567            | 2e NL Est        |  | -                    | -                    | -                    |                                |
| NYM    | 1988   | 100              | 60               | 0,625            | 1er NL Est       |  | 3                    | 4                    | 0,428                |                                |
| NYM    | 1989   | 87               | 75               | 0,537            | 2e NL Est        |  | -                    | -                    | -                    |                                |
| NYM    | 1990   | 20               | 22               | 0,476            | Est              |  | -                    | -                    | -                    |                                |
| CIN    | 1993   | 53               | 65               | 0,449            | 5e NL Ouest      |  | -                    | -                    | -                    |                                |
| CIN    | 1994   | 66               | 48               | 0,578            | 1er NL Centrale  |  | -                    | -                    | -                    |                                |
| CIN    | 1995   | 85               | 59               | 0,590            | 1er NL Centrale  |  | 3                    | 4                    | 0,428                |                                |
| BAL    | 1996   | 88               | 74               | 0,543            | 2e AL Est        |  | 4                    | 5                    | 0,444                |                                |
| BAL    | 1997   | 98               | 64               | 0,604            | 1er AL Est       |  | 5                    | 5                    | 0,500                |                                |
| LAD    | 1999   | 77               | 85               | 0,475            | 3e NL Ouest      |  | -                    | -                    | -                    |                                |
| LAD    | 2000   | 86               | 76               | 0,530            | 2e NL Ouest      |  | -                    | -                    | -                    |                                |
| Totaux | Totaux | 1148             | 888              | 0,563            |                  |  | 23                   | 23                   | 0,500                | 1 Série mondiale               |